# A Lyga 2014
La A Lyga 2014 (conocida por motivos de patrocinio como SMScredit.lt A Lyga) es la 25.ª temporada de la Primera División de Lituania. La temporada comenzó el 8 de marzo de 2014 y terminó el 29 de noviembre de 2014. El club campeón fue el Žalgiris que consiguió su 5° título de liga.

## Sistema de competición
Los 10 equipos participantes jugaron entre sí todos contra todos cuatro veces totalizando 36 partidos cada uno, al término de la jornada 36 el primer clasificado obtuvo un cupo para la primera ronda de la Liga de Campeones 2015-16, mientras que el segundo y tercer clasificado obtuvieron un cupo para la primera ronda de la Liga Europea 2015-16; por otro lado los dos últimos clasificados descendieron a la 1 Lyga 2015.
Un tercer cupo para la primera ronda de la Liga Europea 2015-16 fue asignado al campeón de la Copa de Lituania.

## Clubes
| Club               | Ciudad      | Estadio                              | Capacidad |
| ------------------ | ----------- | ------------------------------------ | --------- |
| Atlantas           | Klaipėda    | Klaipėdos centrinis stadionas        | 4.940     |
| Banga              | Gargždai    | Gargždai Stadium                     | 2.000     |
| Dainava            | Kaunas      | Alytaus Stadium                      | 3.748     |
| Ekranas            | Panevėžys   | Aukštaitija Stadium                  | 4.000     |
| Klaipėdos Granitas | Klaipėda    | Gargždai Stadium                     | 4.000     |
| Kruoja             | Pakruojis   | Pakruojo stadionas                   | 2.000     |
| Šiauliai           | Šiauliai    | Šiaulių miesto savivaldybė stadionas | 4.000     |
| Sūduva             | Marijampolė | ARVI Football Arena                  | 6.250     |
| Trakai             | Trakai      | LFF Stadium                          | 5.500     |
| Žalgiris           | Vilnius     | LFF Stadium                          | 5.500     |

## Clasificación
| Pos. | Equipo             | Pts. | PJ | G  | E  | P  | GF | GC  | Dif. | Clasificación 2015-16                 |
| ---- | ------------------ | ---- | -- | -- | -- | -- | -- | --- | ---- | ------------------------------------- |
| 1    | Žalgiris (C)       | 84   | 36 | 25 | 9  | 2  | 92 | 17  | +75  | Primera ronda de la Liga de Campeones |
| 2    | Kruoja             | 66   | 36 | 19 | 9  | 8  | 67 | 34  | +33  | Primera ronda de la Liga Europa       |
| 3    | Atlantas           | 65   | 36 | 19 | 8  | 9  | 76 | 36  | +40  | Primera ronda de la Liga Europa       |
| 4    | Trakai             | 63   | 36 | 18 | 9  | 9  | 65 | 38  | +27  | Primera ronda de la Liga Europa       |
| 5    | Sūduva             | 62   | 36 | 17 | 11 | 8  | 70 | 38  | +32  |                                       |
| 6    | Ekranas            | 45   | 36 | 12 | 9  | 15 | 51 | 58  | −7   | Descenso a la I Lyga 2015             |
| 7    | Šiaulių            | 40   | 36 | 12 | 4  | 20 | 50 | 63  | −13  |                                       |
| 8    | Klaipėdos Granitas | 37   | 36 | 9  | 10 | 17 | 47 | 67  | −20  |                                       |
| 9    | Banga              | 30   | 36 | 8  | 6  | 22 | 29 | 65  | −36  | Descenso a la I Lyga 2015             |
| 10   | Dainava            | 9    | 36 | 2  | 3  | 31 | 12 | 143 | −131 | Descenso a la I Lyga 2015             |

Actualizado a los partidos jugados el 29 de noviembre de 2014.
 Fuente: Soccerway
Notas:
1. ↑  Tras ganar la Copa de Lituania, el Žalgiris  obtiene una plaza para participar en la Liga Europa 2015-16, pero al estar clasificado a través de su posición de liga para disputar la Liga de Campeones, la plaza recae sobre el cuarto clasificado.
2. ↑  El Ekranas se declaró en bancarrota al finalizar la temporada.

### Tabla de resultados cruzados
| Local \ Visitante  | ATL | BAN | DAI | EKR | KLG | KRU | SŪD | ŠIA | TRA | ŽAL |
| ------------------ | --- | --- | --- | --- | --- | --- | --- | --- | --- | --- |
| Atlantas           | —   | 0–0 | 6–0 | 2–2 | 2–0 | 1–3 | 1–0 | 1–0 | 0–2 | 0–1 |
| Banga              | 0–2 | —   | 6–0 | 0–0 | 0–0 | 0–1 | 0–1 | 1–2 | 1–0 | 1–2 |
| Dainava            | 0–7 | 2–0 | —   | 0–3 | 0–5 | 0–5 | 0–8 | 0–6 | 1–7 | 0–8 |
| Ekranas            | 2–1 | 0–0 | 6–0 | —   | 1–1 | 1–2 | 0–2 | 3–1 | 2–2 | 0–0 |
| Klaipėdos Granitas | 2–2 | 1–0 | 2–0 | 1–3 | —   | 2–2 | 0–2 | 3–0 | 0–0 | 2–1 |
| Kruoja             | 1–1 | 0–1 | 4–0 | 2–0 | 2–2 | —   | 1–1 | 1–0 | 0–1 | 0–0 |
| Sūduva             | 1–1 | 0–1 | 5–0 | 2–2 | 5–1 | 0–1 | —   | 2–0 | 0–1 | 0–3 |
| Šiaulių            | 3–1 | 1–2 | 5–0 | 2–0 | 1–0 | 1–1 | 1–4 | —   | 0–2 | 0–0 |
| Trakai             | 0–0 | 2–2 | 4–0 | 2–0 | 2–0 | 1–4 | 3–4 | 2–1 | —   | 1–1 |
| Žalgiris           | 4–0 | 1–0 | 9–1 | 1–0 | 1–1 | 2–0 | 8–1 | 3–1 | 1–1 | —   |

| Local \ Visitante  | ATL | BAN | DAI  | EKR | KLG | KRU | SŪD | ŠIA | TRA | ŽAL |
| ------------------ | --- | --- | ---- | --- | --- | --- | --- | --- | --- | --- |
| Atlantas           | —   | 3–1 | 12–0 | 4–0 | 3–0 | 1–0 | 2–2 | 4–0 | 1–0 | 2–1 |
| Banga              | 1–2 | —   | 3–1  | 0–1 | 0–6 | 1–4 | 1–3 | 1–3 | 0–4 | 1–5 |
| Dainava            | 0–4 | 0–0 | —    | 1–2 | 0–0 | 2–0 | 0–6 | 0–1 | 0–2 | 0–3 |
| Ekranas            | 0–3 | 4–1 | 2–1  | —   | 2–3 | 3–2 | 1–2 | 2–3 | 2–1 | 1–3 |
| Klaipėdos Granitas | 0–3 | 1–2 | 2–0  | 2–4 | —   | 1–5 | 1–1 | 0–0 | 2–3 | 1–6 |
| Kruoja             | 4–1 | 0–1 | 3–2  | 1–0 | 3–1 | —   | 2–1 | 4–1 | 2–2 | 0–0 |
| Sūduva             | 0–0 | 2–0 | 0–0  | 0–0 | 4–1 | 1–2 | —   | 2–0 | 0–0 | 1–1 |
| Šiaulių            | 0–3 | 4–1 | 4–1  | 0–0 | 1–2 | 1–5 | 2–4 | —   | 3–1 | 1–2 |
| Trakai             | 3–0 | 4–0 | 1–0  | 5–1 | 2–1 | 0–0 | 1–3 | 3–1 | —   | 0–2 |
| Žalgiris           | 3–0 | 3–0 | 2–0  | 5–1 | 4–0 | 1–0 | 0–0 | 2–0 | 3–0 | —   |

## Máximos goleadores
- Fuente : Soccerway

| Pos. | Jugador             | Club     | Goles |
| ---- | ------------------- | -------- | ----- |
| 1    | Niko Tokić          | Šiauliai | 19    |
| 2    | Linas Pilibaitis    | Žalgiris | 17    |
| 3    | Ričardas Beniušis   | Kruoja   | 15    |
| 3    | Lukas Kochanauskas  | Trakai   | 15    |
| 5    | Tomas Radzinevičius | Sūduva   | 13    |